# A-bus (Sjælland)
 For alternative betydninger, se A-bus. (Se også artikler, som begynder med A-bus)
A-busser er en type bybusser i Ringsted, Holbæk og Helsingør, der kører forholdsvis ofte og er let tilgængelige i kraft af mange stoppesteder. A-busserne er gule og kan kendes på deres røde hjørner.
Konceptet med A-busser blev oprindeligt indført i København i 2002-2003 men blev udbredt af Movia til andre byer på Sjælland i 2009-2011. Siden 11. december 2016 har de tre ovennævnte byer hver en A-buslinje, der kører hvert kvarter i dagtimerne og hver halve time udenfor. I alle byer blev og bliver linjerne endvidere suppleret af almindelige bybuslinjer med lavere frekvens.
Der er også A-busser i Køge og Roskilde, men de har deres egne artikler og er derfor kun kort omtalt i denne artikel. Det samme er tilfældet for Næstved, der havde en A-buslinje fra 2010 til 2016, og som fik det igen fra juni 2022. A-busnettet i København har en samlet artikel og artikler for hver enkelt linje.

## Generelt
A-busser er oprindelig HUR Trafik og nu Movias udgave af begrebet stambusser, der også findes i flere andre større byer under forskellige betegnelser, for eksempel Berlin (Metrobus) og Stockholm (stombusslinjer). De er tænkt som linjer af høj kvalitet med hyppig drift og direkte linjeføringer, der udgør et attraktivt grundnet. Med deres røde hjørner i højre side foran og venstre side bagpå er de let genkendelige. På stoppestedsstanderne er de markeret med røde skilte, ligesom der en del steder er automatisk nedtælling til næste bus på de linjer, der stopper der.
I Ringsted, Holbæk og Helsingør er der hver en A-buslinje, der suppleres af almindelige bybuslinjer. Som udgangspunkt køres hvert kvarter i dagtimerne mandag-fredag og hver halve time aften og weekend. Det er en noget lavere frekvens end de københavnske A-buslinjer, hvor timinuttersdrift er minimum på de centrale strækninger, men sammenlignet med bybussystemer i lignende provinsbyer er det højt. A-busserne i Roskilde og Køge falder lidt udenfor, da de har strækninger med enten hyppigere eller sjældnere drift end i de andre provinsbyer med A-busser.

## Historie
Konceptet med A-busser kommer fra København, hvor de første kom på gaden 20 oktober 2002. Baggrunden for indførelsen af dem var etableringen af metroen i København, der medførte en række ændringer og reduktioner af busnettet. I den forbindelse valgte man at nytænke nettet med seks stambuslinjer med så høj hyppighed, at køreplaner kunne undværes, og suppleret af et antal almindelige linjer med lavere hyppighed. Konceptet havde svenske og nederlandske forbilleder og ville være overskueligt og attraktivt for passagererne. Navnet A-busser blev valgt med den begrundelse, at "A står for det bedste vi har (A-klasse)"
A-busserne blev indført af HUR Trafik, en del af det daværende Hovedstadens Udviklingsråd. Det blev imidlertid nedlagt ved Strukturreformen i 2007, hvor HUR Trafik samtidig blev fusioneret med Vestsjællands Trafikselskab og Storstrøms Trafikselskab til Movia. Det nye selskab valgte efterfølgende at udbrede konceptet med A-busser til en række provinsbyer rundt om på Sjælland i løbet af 2009-2011.
Som den første oprettedes linje 401A i Ringsted 13. december 2009 som forbindelse mellem byens ender. Linjen svarede i store træk til den hidtidige linje 401 men blev dog afkortet fra Benløse Skole til Benløseparken i nord og fra Høm til Campus i syd. Samtidig blev driften udvidet fra hver halve time i dagtimerne mandag-lørdag og timedrift i øvrigt til kvarterdrift i dagtimerne mandag-fredag og hver halve time i øvrigt.
Ved køreplansskiftet 12. december 2010 kom A-busserne også til Næstved, da linje 601A blev etableret som en del af et nyt bybusnet. Den nye linje kom til at køre fra Holsted i den nordlige del af byen via Næstved Storcenter og Næstved st. til Dyssegårdsvej i den sydlige del af byen. Den erstattede dele af linje 1, 1A, 2 og 2A. Ved samme køreplansskifte kom der desuden A-busser til Køge, da linje 101A og 102A blev etableret i forbindelse med en omlægning af busnettet i byen.
Hermed var vokseværket dog ikke slut. 11. december 2011 fik tre nye byer A-busser i form af linje 201A og 202A i Roskilde, 501A i Holbæk og 801A i Helsingør. I alle tre tilfælde hang det sammen med etableringen af nye bybusnet. Linje 501A i Holbæk kom til at køre fra Højvang i sydøst via Holbæk st. til Ladegårdsparken i sydvest, hvorfra der kørtes skiftevis til Stenhus og i en sløjfe ved Tveje Merløse. Linjen erstattede dele af linje 101, 102, 105, 106 og 112. Linje 801A i Helsingør kom til at køre fra Prøvestenscentret via Helsingør st. til Nordsjællands Hospital Helsingør. Ved Vapnagaard kom den til at køre nordom i retning mod hospitalet og sydom i retning mod Prøvestenscentret. Den nye linje erstattede dele af linje 803 og 805. Linje 201A i Roskilde kom til at køre fra Svogerslev via Roskilde st. til Trekroner st., mens linje 202A kom til at køre fra Margrethehåb via Roskilde st. til Musicon.

### Planer og ændringer
Oprettelsen af de fire nye linjer i 2011 blev de foreløbigt sidste. Til gengæld er nogle af linjerne blevet ændret i større eller mindre grad i de følgende år. I Helsingør blev linje 801A således omtrent halveret 30. juni 2013, idet den blev afkortet fra Nordsjællands Hospital Helsingør til Helsingør st. og herefter kun kører mellem stationen og Prøvestenscentret. Afkortningen skyldtes at hospitalet var blevet nedlagt 1. februar 2013.
Samme år fremlagde Movia Trafikplan 2013, hvor der blandt en række indsatsområder blev nævnt etablering af en A-buslinje mellem Slagelse og Korsør. Det fremgik dog ikke nærmere, hvordan det skulle ske. I praksis blev linjen da heller ikke til noget.
Tre år senere blev der til gengæld åbnet op for, at Hillerød kunne få en A-buslinje, idet Movia foreslog at lægge de eksisterende linjer 301 og 302 sammen til en i Trafikplan 2016. Baggrunden var etableringen af et nyt supersygehus i byudviklingsområdet Favrholm, hvor en ny Favrholm Station forventedes åbnet i 2023, hvilket ville medføre flere ændringer af buslinjerne i området.
Næstved Kommune valgte imidlertid at gå den modsatte vej i forbindelse med de kommunale trafikbestillinger for 2017. Her blev der reduceret på driften af linje 601A, med det resultat at den fik frataget sin A-busstatus 11. december 2016 og kom til at fortsætte som en almindelig buslinje med nummer 601. Køreplansskiftet påvirkede også linje 501A i Holbæk, men det skyldtes en ændring af bybusnettet. For linje 501A betød det, at den i stedet for at køre skiftevis til Stenhus og Tveje Merløse ikke længere kom til at betjene nogen af dem men i stedet fik endestation ved Ladegårdsparken.
1. marts 2021 besluttede byrådet i Helsingør at ændre bybusnettet med virkning fra køreplansskiftet 12. december 2021. Det betød at linje 801A blev forlænget fra Helsingør st. ad linje 802's hidtidige rute ad Gurrevej, Abildgaardsvej mv. til en ny endestation ved Esrumvej/Klostermosevej, hvor der anlagdes en rundkørsel. Desuden forlængedes linje 801A fra Prøvestenscentret via Snekkersten st. og ad linje 802's hidtidige rute ad Agnetevej - Hovvej - Kofod Anchers Vej til Espergærde st. Endelig ændredes den ensrettede trafik rundt om Vapnagaard, så linje 801A kom til at køre sydom i begge retninger, mens linje 353 omlagdes til at køre nordom. I den forbindelse anlagdes der syv nye stoppesteder til de to linjer.
I marts 2021 offentliggjorde Movia et mulighedsstudie, hvor der blev set på mulige forbedringer af linje 801A mellem Prøvestenscentret og Helsingør st. Løsningsforslagene er inspireret af Bus rapid transit (BRT). Det omfatter blandt andet busbaner og prioritering i lyskryds på Kongevejen, hvor biltrafikken til og fra Helsingborg-færgerne er med til at give trængsel. Terminalen ved Prøvestenscentret og stoppestedet på Rønnebær Allé foreslås opgraderet til BRT-standard med gode ventefaciliteter, cykelparkering og sammenhæng med omgivelserne. Derudover foreslås sammenlægning af stoppesteder ved Helsingør Gymnasium og Ryesvej, mens flere andre stoppesteder foreslås opgraderet i mindre omfang. Det anslås at en fuld udførelse af forslagene vil koste 28,2 mio. kr. Til gengæld vil busserne komme hurtigere frem, og passagertallet forventes at stige. Endelig vil det kunne virke sammen med byudvikling ved Prøvestenscentret og Cinemabyen.
Den 12. oktober 2021 besluttede byrådet i Næstved Kommune atter at opgradere linje 601 til en A-bus. Ruten kom til at ligne den, som den havde ved den første oprettelse i 2010. Teatergade og Jernbanegade blev dog ikkebetjent af den genoprettede linje, og linjen vil fortsatte fra Næstved Station ad Farimagsvej til Indre Vordingborgvej. Opgraderingen fandt sted i forbindelse med køreplansskiftet 26. juni 2022. I mellemtiden blevet indsat elbusser på linje 601 og de øvrige bybusser i Næstved 10. april 2022.
22. marts 2022 blev der indsat to elbusser på linje 501A og 502 i Holbæk på initiativ af operatøren DitoBus, der selv betalte for det. Det var byens første elbusser, der kom til at spare den for 90 tons CO2 om året og gjorde 15 % af kørslen emissionsfri. Resten udførtes af dieselbusser, herunder tre der var nødvendige til at dække resten af kørslen på linje 501A på hverdage. Da linje 501A og de øvrige bybusser i Holbæk kom i udbud i foråret 2023 var det imidlertid med krav om, at alle busserne skulle være emissionsfri. Det medførte at dieselbusserne på linje 501A og de andre linjer blev erstattet af elbusser 15. december 2024. Desuden indgik det i udbuddet, at linje 501A skulle forlænges til Holbæk Sportsby, mens den hidtidige linje 507 dertil til gengæld skulle nedlægges. Det blev gennemført 10. august 2025.

## A-busnettene
Nedenfor er A-buslinjerne i de sjællandske provinsbyer blevet oplistet. For overblikkets skyld er Køge, Roskilde og Næstved også med.
| Linje     | Oprettet                                    | Linjeføring | Bemærkninger |
| --------- | ------------------------------------------- | --- | --- |
| Køge      |                                             | | |
| 101A      | 12. december 2010                           | (Køge Nord Station – Campus Køge – ) Ølby Station – Sjællands Universitetshospital, Køge – Køge Station – Boholtecentret – Lerbæk Torv – Hastrup, Fasanvej | Køge Nord Station - Ølby Station kun hver tredje afgang mellem myldretiderne mandag-fredag og kun en gang i timen aften og weekend. Nat efter fredag og lørdag køres hver time mellem Køge Nord Station og Ølby Station og hver halve time mellem Ølby Station og Hastrup, Fasanvej. |
| 102A      | 12. december 2010                           | Køge Station – Herfølge Skole – Holmebækskolen (– Dalby – Rønnede – Tappernøje – Præstø Overdrev – Præstø Rutebilstation)                                  | Holmebækskolen - Præstø kun en gang i timen og kun om dagen og tidlig aften. Nat efter fredag og lørdag køres hver halve time mellem Køge Station og Holmebækskolen. |
| Roskilde  |                                             | | |
| 201A      | 11. december 2011                           | Svogerslev – Katedralskolen – Roskilde Station – Himmelev Center – Trekroner Station                                                                       | |
| 202A      | 11. december 2011                           | Margrethehåb - Møllehusvej – Roskilde Station – Musicon, Handelsskolen                                                                                     | I myldretiden på skoledage er der ekstrakørsel mellem Roskilde Station og Musicon. |
| Ringsted  |                                             | | |
| 401A      | 13. december 2009                           | Benløseparken Øst – Ringstedet – Torvet – Ringsted Station – Søndre Ringvej – Campus Ringsted                                                              | |
| Holbæk    |                                             | | |
| 501A      | 11. december 2011                           | Højvang – Holbæk Have – Holbæk Station – Ladegårdsparken – Holbæk Sportsby                                                                                 | |
| Næstved   |                                             | | |
| 601A      | 12. december 2010 Genoprettet 26. juni 2022 | Holsted Allé – Næstved Storcenter – Næstved Station – Vordingborgvej – Dyssegårdsvej                                                                       | Linje 601A blev omdannet til almindelig linje 601 med samme rute 11. december 2016. Den blev imidlertid A-bus igen 26. juni 2022. |
| Helsingør |                                             | | |
| 801A      | 11. december 2011                           | Espergærde Station - Snekkersten Station - Prøvestenscentret – Helsingør Gymnasium - Helsingør Station - Vestervang Kirke - Klostermosevej                 | |

## Passagertal
Nedenfor er passagertallene for A-buslinjerne i de sjællandske provinsbyer gengivet for årene 2021-2024. Linje 101A og 202A i Køge og linje 201A og 202A i Roskilde er taget med for sammenligningens skyld. Den kraftige stigning på linje 801A i 2022 skyldes, at linjen blev forlænget i begge ender 12. december 2021. Tallene for linje 601A er inklusive tiden som linje 601 den første halvdel af 2022.
Passagerne tælles stikprøvevis ved hjælp af såkaldte tællebusser, der er udvalgte busser med indbygget computer, der blandt andet tæller antallet af passagerer, der står på og af. Konceptet med tællebusser er ikke specielt for A-busserne men blev indført generelt efter forsøg med det i begyndelsen af 1980'erne. I 2008 var der 92 tællebusser i hele Hovedstadsområdet, der var indsat, så alle ture blev talt mindst en hverdag om måneden og tilsvarende for lørdag og søndag hvert kvartal. Ved den efterfølgende opregning af tallene tilføjes desuden ekstrakørsel og et tillæg for 0-2-årige børn, der ikke tælles automatisk.
| Linje | 2021      | 2022      | 2023      | 2024      |
| ----- | --------- | --------- | --------- | --------- |
| 101A  | 1.097.547 | 1.434.219 | 1.610.317 | 1.561.438 |
| 102A  | 0563.575  | 0664.607  | 0686.779  | 0695.247  |
| 201A  | 0868.069  | 1.123.344 | 1.205.445 | 1.214.410 |
| 202A  | 0685.119  | 0943.928  | 1.010.593 | 1.100.768 |
| 401A  | 0457.097  | 0604.782  | 0623.134  | 0682.838  |
| 501A  | 0493.712  | 0588.811  | 0636.885  | 0644.650  |
| 601A  | -         | 0729.419  | 0847.621  | 0842.286  |
| 801A  | 0406.706  | 1.193.584 | 1.332.107 | 1.312.657 |
| I alt | 4.571.827 | 7.282.694 | 7.952.882 | 8.054.293 |

## Historisk oversigt over A-buslinjerne
Nedenfor er gjort rede for både permanente og længerevarende midlertidige ændringer på A-buslinjerne i Ringsted, Holbæk og Helsingør. Ved de midlertidige ændringer hersker der dog til tider en vis usikkerhed om de konkrete datoer, hvorfor angivelserne må tages med forbehold. Der er set bort fra omlægninger af få dages varighed og i forbindelse med forskellige arrangementer. Desuden er der set bort fra oprettelser og nedlæggelser af stoppesteder.
Ved datoangivelserne er generelt gået ud fra driftsdøgnet, der går fra ca. kl. 5 om morgenen den pågældende dag til ca. kl. 5 næste dags morgen. Permanente ændringer vil typisk være trådt i kraft ved begyndelsen af driftsdøgnet. Midlertidige ændringer kan være trådt i kraft ved begyndelsen af driftsdøgnet, men det kan også være sket i løbet af det. Tilsvarende kan midlertidige ændringer være afsluttet i løbet af driftsdøgnet, men de kan også have fortsat til slutningen af det, dvs. til om morgenen dagen efter den angivne dato.

### Ringsted

#### Linje 401A
- Overordnet linjevariant
  - Benløseparken Øst – Campus
- Vigtige knudepunkter
  - Ringsted station, Torvet, Ringstedet.

| Entreprenør | Entreprenør                                              |
| Fra         | Entreprenør, anlæg                                       |
| ----------- | -------------------------------------------------------- |
| 13-12-2009  | Arriva Skandinavien A/S, Ringsted (midlertidig kontrakt) |
| 01-04-2010  | Arriva Skandinavien A/S, Ringsted                        |
| 10-04-2022  | Umove, Ringsted                                          |

| Rutehistorik (permanente og længerevarende midlertidige større ændringer) | Rutehistorik (permanente og længerevarende midlertidige større ændringer) |
| Dato/periode                                                              | Ændring |
| ------------------------------------------------------------------------- | --- |
| 13-12-2009                                                                | Linje 401A oprettes ad følgende rute: Benløseparken – Fredensvej – Roskildevej – Nordre Ringvej – Nørregade (- Bøllingsvej – Sankt Knudsgade) – Torvet – Søgade – Sjællandsgade – Vestervej – Ringsted st. – Jernbanevej – Næstvedvej – Søndervang – Søndre Parkvej – Ahorn Allé – Bengerds Allé Linjen erstatter linje 401. |
| 29-03-2016 - 30-12-2016                                                   | Omlægges ad Vestergade – Sorøvej – Sct. Bendtsgade – Nørregade. Omlægningen skyldes at Søgade er spærret på grund af gravearbejde. |

### Holbæk

#### Linje 501A
- Overordnede linjevarianter
  - Højvang - Holbæk st. - Ladegårdsparken
- Vigtige knudepunkter
  - Holbæk st.

| Entreprenør | Entreprenør                     |
| Fra         | Entreprenør, anlæg              |
| ----------- | ------------------------------- |
| 11-12-2011  | DitoBus Linjetrafik A/S, Holbæk |
| 15-12-2024  | GoCollective, Holbæk            |

| Rutehistorik (permanente og længerevarende midlertidige større ændringer) | Rutehistorik (permanente og længerevarende midlertidige større ændringer) |
| Dato/periode                                                              | Ændring |
| ------------------------------------------------------------------------- | --- |
| 11-12-2011                                                                | Linje 501A oprettes ad følgende rute: Højvang, Skagerakvej > Skagerakvej > Roskildevej > Mellemvang >(/< Højvang <) – Mellemvang – Holbæk Have – Kattegatvej – Anders Larsensvej – Carl Reffsvej – Tidemandsvej – Rosen – Smedelundsgade – Kastanievej – Dampmøllevej – Holbæk Station – Jernbaneplads – Valdemar Sejrsvej – Absalonsvej – Riffelhavevej – Peder Billesvej – Gl. Ringstedvej – herfra enten ad > Ladegårdsparken Øst > Ladegårdsparken Vest > Vandtårnsvej >(/< Skagerakvej <) -Skagerakvej - Stenhus eller ad > Ladegårdsparken Øst > Ladegårdsparken Vest > Vandtårnsvej > Skagerakvej > Valdemar Sejrsvej (/< Gl. Ringstedvej <) - Tveje Merløse. Linjen erstatter dele af linje 101, 102, 105, 106 og 112, der alle nedlægges. |
| 27-08-2012                                                                | Mandag-fredag i dagtimerne vender hver anden afgang ved Ladegårdsparken med sløjfekørsel ad Ladegårdsparken Øst - Ladegårdsparken Vest - Vandtårnsvej - Skagerakvej - Gl. Ringstedvej. Stenhus og Tveje Merløse betjenes fremover kun en gang timen hver. |
| 11-12-2016                                                                | Linjen afkortes i forbindelse med indførelsen af et nyt bybusnet i Holbæk. Linjen betjener fremover ikke længere Stenhus og Tveje Merløse men får i stedet endestation ved Ladegårdsparken, Vandtårnsstien med sløjfekørsel ad Ladegårdsparken Øst - Ladegårdsparken Vest - Vandtårnsvej - Skagerakvej - Gl. Ringstedvej. |
| 05-08-2019 - 30-09-2019                                                   | Omlægges ad Borgmester N. E. Hansensvej - Labæk - Smedelundsgade i stedet for ad Tidemandsvej - Markedspladsen - Rosen. Omlægningen skyldes etablering af en ny rundkørsel. |
| 10-08-2025                                                                | Forlænges fra Ladegårdsparken ad Skagerakvej - Stenhusvej - Omfartsvejen til Holbæk Sportsby. Forlængelsen erstatter linje 507, der nedlægges. |

### Helsingør

#### Linje 801A
- Overordnet linjevariant
  - Klostermosevej Nord - Espergærde st.
- Vigtige knudepunkter
  - Helsingør st., Prøvestenscentret, Snekkersten st., Espergærde st.
- Materiel
  - 4 12 m-busser af typen VDL Citea LLE 120 garageret hos Umove, Kvistgård (før 12. december 2021).[41]

| Entreprenør       | Entreprenør                |
| Fra               | Operatører                 |
| ----------------- | -------------------------- |
| 11. december 2011 | De Hvide Busser, Kvistgård |
| 1. november 2015  | Umove, Kvistgård           |

| Rutehistorik (permanente og længerevarende midlertidige større ændringer) | Rutehistorik (permanente og længerevarende midlertidige større ændringer) |
| Dato/periode                                                              | Ændring |
| ------------------------------------------------------------------------- | --- |
| 11-12-2011                                                                | Linje 801A oprettes ad følgende rute: Nordsjællands Hospital Helsingør – Esrumvej – Møllebakken – Nygade – Allégade – Havnegade – Helsingør st. – Jernbanevej – Kongevejen – Rønnebær Allé – > Helsingør Gymnasium > – Vapnagård – Prøvestensvej – Prøvestenscentret. Ved Vapnagaard køres nordom i retning mod hospitalet og sydom i retning mod Prøvestenscentret. Linjen erstatter dele af linje 805 og 806 der nedlægges og dele af linje 390R og 803 der omlægges. |
| 30-06-2013                                                                | Afkortes så der kun køres mellem Helsingør st. og Prøvestenscentret. Afkortningen skyldes at Nordsjællands Hospital Helsingør lukkede 1. februar 2013. |
| 12-12-2021                                                                | Forlænges fra Helsingør st. ad Havnegade - Allégade - Kronborgvej - Nygade - Møllebakken - Gurrevej - Gefionsvej - Kronborg Ladegårds Vej - Blichersvej - Kingosvej - Abildgaardsvej - Kristinehøjvej - Kronborg Ladegårds Vej - Klostermosevej til Klostermosevej Nord ved Esrumvej. Omlægges ved Vapnagaard så der køres sydom i begge retninger. Forlænges fra Prøvestenscentret ad Prøvestensvej - Klostermosevej - Smakkevej - Rønnebær Allé - Snekkersten st. - Nørrevej - Klostermosevej - Agnetevej - Mørdrupvej - Hovvej - Hornbækvej - Kofod Anchers Vej - Kløvermarken til Espergærde st. |
| 12-12-2021 - 18-03-2022                                                   | Afkortet fra Klostermosevej Nord til Klostermosevej/Lindehøjvej på grund af anlæggelse af rundkørsel ved Klostermosevej/Esrumvej. |
| 15-05-2023 - ca. 23-08-2023                                               | Omlægges ad Mørdrupvej - Kløvermarken - Søndermarken. Omlægningen skyldes vejarbejde. |
| 04-11-2024 - ca. 27-06-2024                                               | Omlægges ad Gefionsvej - Esrumvej. Omlægningen skyldes vejarbejde. |